# Bücker Bü 181
Il Bücker Bü 181 '"Bestmann" era un aereo da addestramento avanzato, monomotore, biposto ad ala bassa, sviluppato dall'azienda aeronautica tedesca Bücker Flugzeugbau GmbH nei tardi anni trenta e prodotto, oltre che dalla stessa, su licenza dall'olandese Fokker, dalla svedese Hägglund & Söner e dalla cecoslovacca Moravan.
Originariamente destinato al mercato dell'aviazione generale come aereo da turismo sportivo venne prodotto dai primi anni quaranta ed utilizzato in ambito militare nelle scuole di volo della Luftwaffe.

## Storia del progetto
Durante la prima fase della storia della sua azienda, Carl Clemens Bücker si trovò ad avviare la produzione di due modelli di successo, il biposto Bü 131 "Jungmann" ed il suo derivato monoposto Bü 133 "Jungmaister", mentre lo sviluppo dei Bü 134 del 1936 e del Bü 180 "Student" del 1937, modelli destinati al mercato dell'aviazione turistica da diporto non fu altrettanto fortunato. Le strutture della sede originale della Bücker situate a Johannisthal, nei pressi di Berlino, erano state affiancate dalla nuova struttura di Rangsdorf, nel circondario del Teltow-Fläming le cui potenzialità potevano essere ottimizzate con lo sviluppo di un nuovo modello che meglio rispondesse alle esigenze del mercato.
Il prototipo Bü 181 V1, immatricolato D-ERBV, venne portato in volo per la prima volta nel febbraio 1939 ai comandi del pilota collaudatore Arthur Benitz. Dopo la prima fase di prove di volo effettuate a Johannisthal, il velivolo venne sottoposto alla valutazione degli esaminatori del Reichsluftfahrtministerium (RLM), il ministero che nella Germania del periodo hitleriano sovraintendeva all'intera aviazione tedesca. La commissione ritenne che il modello potesse ricoprire efficacemente il ruolo di addestratore avanzato e suggerì di stipulare con l'azienda un contratto di fornitura al fine di dotare i reparti della Luftwaffe.
La produzione in serie iniziò nel 1940/41 nelle versioni da A a D che si differenziavano tra loro solo per particolari minori e che potevano essere equipaggiati con motori Hirth HM 500 o HM 504A. La maggior parte dei modelli vennero costruiti nella nuova sede di Rangsdorf che tuttavia non poteva sostenere l'intera produzione richiesta per cui l'RLM assegnò una licenza di produzione alla Fokker, nei Paesi Bassi. L'azienda olandese iniziò la produzione delle versioni Bü 181 A e Bü 181 D nel 1942, realizzati negli stabilimenti di Amsterdam, dai quali uscirono 373 dei 708 esemplari totali destinati alla Luftwaffe, tutti consegnati prima del termine del 1943.

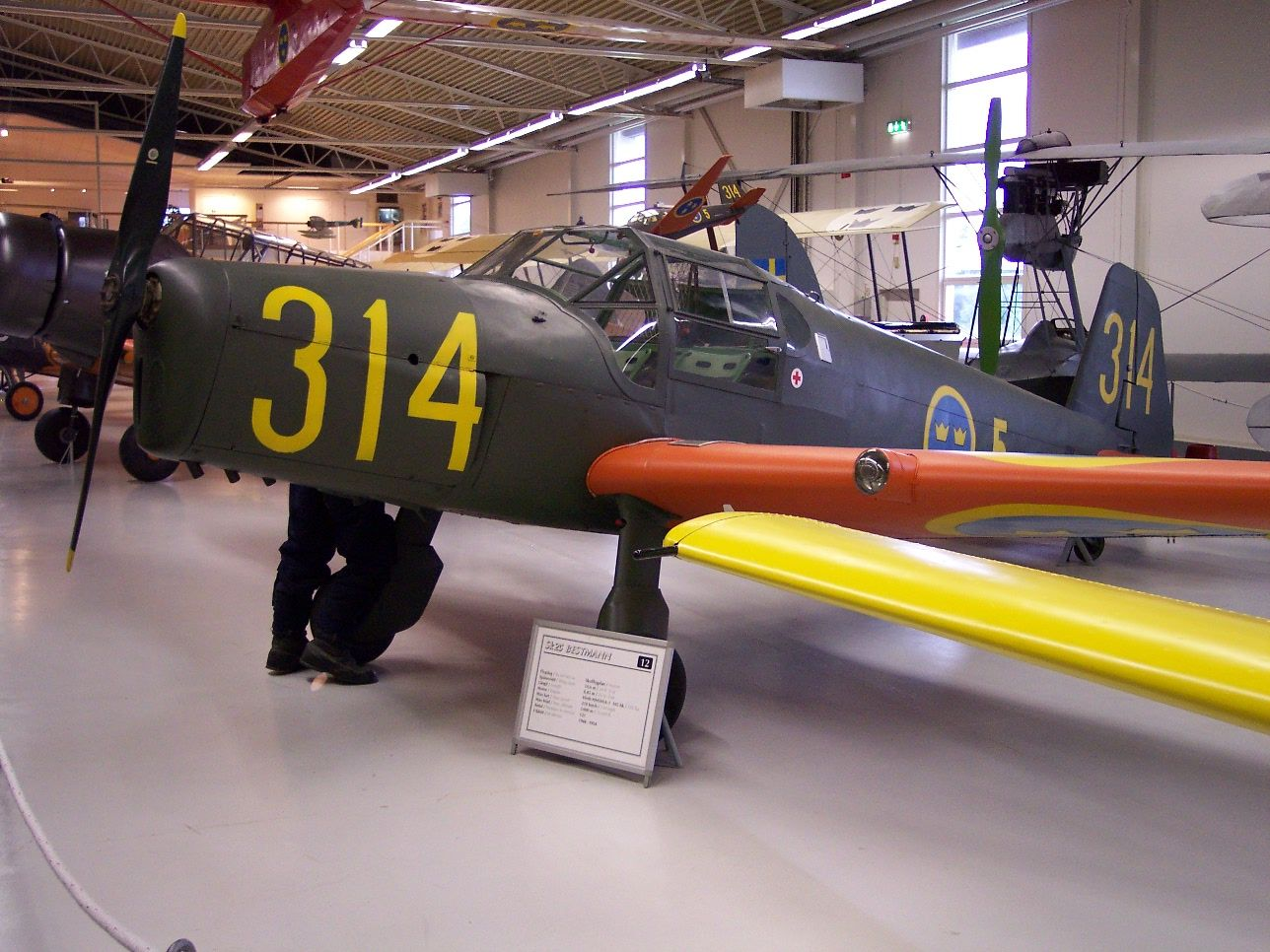
Uno dei 125 Bücker Bü 181 di produzione svedese.

Tra il 1943 ed il 1945 vennero inoltre prodotti altri 120 Bü 181 in Svezia, dalla Hägglund & Söner AB, tutti motorizzati con l'Hirth HM 500A, destinati ad equipaggiare i reparti della Svenska Flygvapnet ed indicati, in base alle loro convenzioni, con la designazione Sk 25.
Nell’aprile 1945, un esemplare denominato RM+LB, venne armato con 2 panzerfaust per ala.
Verso la fine della Seconda guerra mondiale, poco prima della ritirata tedesca dalla Cecoslovacchia, venne iniziata la produzione dei Bü 181D negli stabilimenti Zlín di Otrokovice, produzione che continuò anche dopo il termine del conflitto con la designazione  C.6 e C.106 per gli esemplari destinati alla Československé vojenské letectvo, l'aviazione militare nazionale, Zlín Z.181, Zlín Z.281 (equipaggiati con motori Toma 4) e Z.381 (Walter Minor 4-III) in varie versioni per il mercato civile. In tutto vennero realizzati 783 esemplari.
Durante i primi anni cinquanta l'azienda egiziana Heliopolis Aircraft Works acquisto una licenza di produzione cecoslovacca del Bestmann, in una versione simile allo Zlín Z.381 equipaggiata con un motore Walter Minor da 105 hp. Il modello, identificato come Gomhouria ("Repubblica"), venne prodotto per la Al-Quwwat al-Jawwiya al-Misriyya e le successive versioni vennero fornite ad altre forze aeree arabe. Al termine della produzione i Gomhourias egiziani si attestarono a 300 unità costruite.
La produzione totale, nelle varie versioni ed aziende che si susseguirono nella loro costruzione, si aggira sui 3 400 esemplari, dei quali ne rimangono alcuni in condizioni di volo esibiti dai loro proprietari nelle manifestazioni aeree.

## Utilizzatori
Algeria
- Al-Quwwat al-Jawwiyya al-Jaza'iriyya

Gomhouria
 Cecoslovacchia
- Československé vojenské letectvo

 Croazia
- Zrakoplovstvo Nezavisne Države Hrvatske

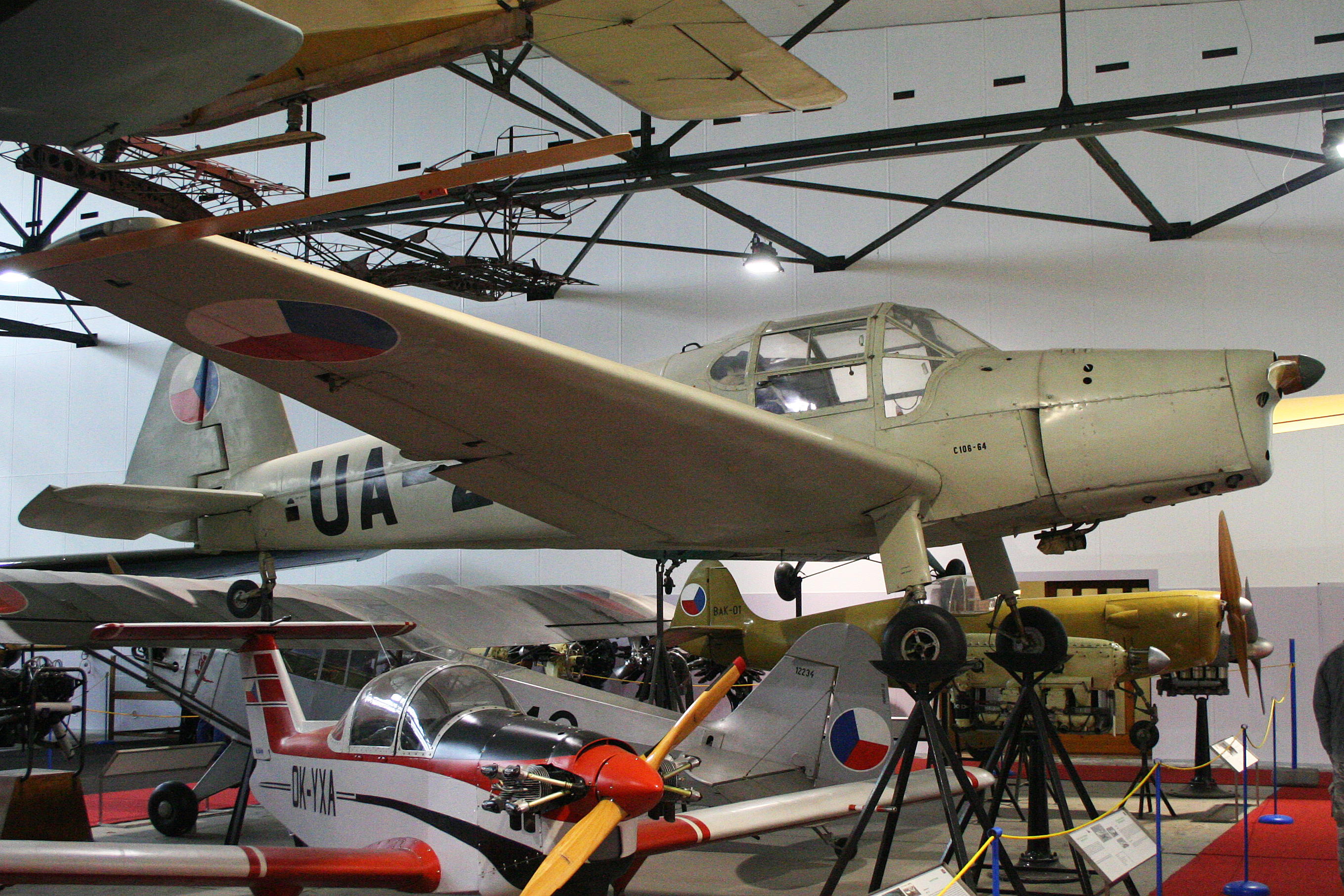
C-106 (UA-264), Československé vojenské letectvo

 Egitto
- Al-Quwwat al-Jawwiyya al-Misriyya

Gomhouria
 Germania
- Luftwaffe

 Polonia
- Polskie Lotnictwo Wojskowe

postbellico.
 Svezia
- Svenska Flygvapnet

 Svizzera
- Forze aeree svizzere

 Ungheria
- Magyar Néphadsereg légiereje

postbellico.

## Esemplari attualmente esistenti
Molti sono ancora gli esemplari esistenti, sia in mostra statica in musei mondiali sia ancora in condizioni di volo.
Tra quelli in mostra statica citiamo il Bestmann esposto al Musée Royal de l'Armée et de l'Histoire Militaire di Bruxelles, in Belgio, riportato alla livrea originale Luftwaffe TP+CP dopo aver trascorso gli anni postbellici come velivolo civile.

## Cultura di massa
Nel film La grande fuga del 1963 il velivolo usato per fuggire da James Garner e Donald Pleasence, (rispettivamente pilota e passeggero), è un Bestmann.

### Velivoli comparabili
Svezia
- Saab 91 Safir